# Cultura newtro
Newtro (Hangul: 뉴트로) é um termo cunhado recentemente que combina novo e retrô e se refere à tendência de apreciar o retrô de uma forma nova e pode ser datada de 2018. Trata de uma fusão de tendências de eras modernas e retrôs (entre as décadas de 1920 a 1990) em todas as áreas como moda, música, filmes, bebidas, comida, arquitetura e eletrônicos. A cultura Newtro está atrelada a descobrir inovação a partir do antigo e a interpretar isso na vida individual no século XXI. Essa cultura tomou conta da Coreia do Sul no ano de 2019 e se mantém popular em 2021.
Grande parte dos itens e experiências são trazidos de volta para refletir as décadas anteriores pela cultura Newtro, sendo uma chance de reviver o passado ou uma oportunidade de vislumbrar uma experiência desconhecida e redescobrir uma era vintage ou histórica. Produtos que interpretam sensações antigas são nostálgicos para gerações mais velhas e são reconhecidos como modernos e novos para a geração mais nova. Sendo assim, Newtro não é apenas um passatempo nostálgico direcionado à meia-idade, mas também uma fonte de entretenimento para a geração mais nova, garantindo um aspecto bastante diferente do retrô comum: mais do que simplesmente recriar objetos do passado, esses são apresentados com um senso moderno. O livro Trend Korea 2020 explica: “Newtro não vende o passado, ele pega emprestado o passado e vende o presente. Em outras palavras, Newtro é uma interpretação, não uma reprodução.”

## A origem da cultura Newtro[7]
Os jovens coreanos nascidos nas décadas de 1980 e 1990 desenvolveram um apego nostálgico aos estilos de design que prevaleciam na época em que nasceram. Uma nova geração, então, descobriu os estilos de design, atividades de lazer, moda e comida que eram populares durante essas décadas.
O desejo de autenticidade, simplicidade e experiências nostálgicas entre uma geração mais jovem impulsiona o crescimento do Newtro, mas a capacidade de compartilhar experiências inspiradas no Newtro através da mídia social também deu ao movimento um clima totalmente moderno.
Semelhante ao renascimento do interesse em roupas e estilos de design do início do século XX no Reino Unido após o enorme sucesso do programa de TV Peaky Blinders, a tendência Newtro da Coreia também pode creditar algumas de suas origens à televisão. "Mr. Sunshine", um drama emocional de época ambientado na Hanseong do século XIX (o nome da cidade de Seul na época), levou a um aumento na popularidade do uso de trajes de época e visitas a distritos da cidade que mantêm estilos arquitetônicos tradicionais, como a Bukchon Hanok Village em Seul.

## A manifestação do Newtro na cultura sul-coreana[7]
O newtro é uma tendência “total”, ou seja, influencia uma ampla gama de setores da cultura coreana como a moda, design de interiores, gráficos, jogos e a cultura de café, que conta com grande importância na Coreia do Sul, estão experimentando um renascimento em estilos vintage.
Após o sucesso do drama “Mr. Sunshine”, a televisão e o cinema estão experimentando um interesse renovado pelos dramas de época. A tendência também está impactando indústrias mais amplas na Coreia do Sul, incluindo o turismo, que presencia mais jovens coreanos procurando replicar experiências vintage “autênticas” visitando vilas antigas e distritos urbanos históricos.
A moda é uma das áreas mais óbvias em que a tendência Newtro pode ser vista em ação. Inspirados pelos trajes vestidos pelos personagens de “Mr. Sunshine”, muitos jovens coreanos compram, alugam ou fazem roupas inspiradas na época. Os jovens coreanos estão adotando uma mistura de períodos, do século XIX às décadas de 1970, de 1980 e de 1990, e criando uma versão contemporânea do estilo vintage.
As locadoras de fantasias são agora um dos lugares mais legais para se divertir, com jovens coreanos levando seus amigos para experimentar e se fotografar em uma variedade de roupas de época. Grandes casas de moda também estão começando a prestar atenção à tendência Newtro, e muitos perceberam que o gosto por jogos retrô é uma forma eficaz de atrair e prender a atenção da geração do milênio coreana.
As marcas de luxo Gucci e Louis Vuitton lançaram jogos de inspiração retrô no  ano de 2019 em uma tentativa de atrair um público focado na Newtro. Gucci Ace é um jogo de tênis de mesa inspirado na década de 1980 que chama a atenção para o principal produto da casa, os tênis Gucci Ace.
O setor de beleza também está seguindo o exemplo. A Chanel lançou um fliperama chamado Coco Game Center, e Yves Saint Laurent Beauty abriu um “Beauty Hotel” vintage inspirado em um cassino na capital coreana.
A tendência Newtro também está causando impacto no design de interiores. Não é incomum que cafés e espaços de varejo sejam decorados com móveis antigos, com mesas e cadeiras de madeira escura, paredes de tijolos aconchegantes, estantes de livros de inspiração vintage e quadros, rádios e vasos retrô. Chá e sobremesas tradicionais são servidos nessas lojas com influência vintage, mas sempre com um toque contemporâneo. O chá pode ser tradicional, mas o copo incomum em que é servido certamente não o é.
O que começou como uma tendência local entre os jovens coreanos rapidamente se tornou uma avenida para um mercado altamente lucrativo para marcas experientes. A tendência Newtro se tornou tão predominante na Coreia do Sul que o festival anual de design de Seul orientou seu evento de 2018 em torno dela, com o tema “Jovem Retrô: Design voltando ao futuro”.
Agências de design gráfico, designers de interiores e marcas de artesanato apresentaram sua interpretação da Newtro. O estúdio de criação Oimu, cujo slogan é "Old is the New Hip!" ("O antigo é o novo moderno!") apresentou interpretações contemporâneas de itens tradicionais, como caixas de fósforos, borrachas e lápis, enquanto a agência de design gráfico Ordinary People fez do modesto calendário de papel uma característica proeminente de sua exposição.

## A diferença entre o Newtro e o Retrô[8]
"O Newtro é definido por uma reinterpretação dos estilos de design vintage e retrô”, diz um relatório de tendências globais publicado em outubro do ano de 2021. Aproximando-se do suposto "marco zero" da tendência, jovens coreanos nascidos nas décadas de 1980 e 1990, o relatório acrescenta que esse grupo demográfico "desenvolveu um apego nostálgico aos estilos de design, atividades de lazer, moda e comida que prevaleciam nos períodos em que eles nasceram".
De acordo com a pesquisa de Aguillon, vintage é um termo coloquialmente usado para se referir a estilos antigos de roupas, feitos tipicamente entre 20 e 100 anos atrás, com base nos padrões aceitos da indústria. Essas peças refletem o estilo da época em que foram feitas. Qualquer coisa além de 100 anos é considerada antiga.

## As razões para a ascensão da cultura Newtro
O primeiro fator é a mídia, graças os dramas como "Mr. Sunshine", dramas de época ambientados em Hanseong (o nome antigo da capital Seul) do século XIX e dramas como "Reply 1997", "Reply 1994" e "Reply 1988", que mostram o final dos anos 1980 ou 1990 aos telespectadores e são muito populares entre os públicos nacional e internacional. Isso colocou a “mania” retrô em pleno andamento, despertando nostalgia para os coreanos pertencentes a essa época e proporcionando uma nova experiência para a atual geração de jovens.
Outro fator importante é a demografia da Coreia do Sul. Com a mudança do centro demográfico para indivíduos na faixa dos 30 a 50 anos, a mídia e o mercado se voltam para o público dessa faixa etária ao fazer mais programas de TV com o conceito Newtro. As empresas também estão reintroduzindo lanches e bebidas com design de embalagem tendências antigas.
O crescimento das plataformas online e das redes sociais, como o YouTube, abriu oportunidades para visualizar programas antigos com mais facilidade, em vez de ser necessário esperar por reprises. Isso aumentou a audiência de programas de TV que eram populares nas décadas de 1990 e 2000. As emissoras estão convocando programas de TV antigos que tiveram sucesso na audiência para o YouTube. Seriados familiares como "Unstoppable High Kicks", programas musicais como "Inkigayo” e muitos outros são os destaques. A postagem de fotos e hashtags de tendência nas redes sociais, como o Instagram, atraiu mais visitantes aos cafés e ruas temáticos da Newtro e aumentou o consumo de produtos.
As crescentes questões sociais, econômicas e de saúde, o índice de felicidade humana em queda e os fortes sentimentos nostálgicos na sociedade em ritmo acelerado estão aumentando a tendência de ansiar por uma era que fosse desprovida de tais preocupações, além de ser uma ponte entre gerações, considerando que os produtos de estilo retrô estão ligando a velha e a jovem geração. Alimentos ou lanches das gerações mais velhas estão agora disponíveis para as gerações mais jovens e esses alimentos de estilo retrô poderiam ser um começo de conversa entre as gerações, reduzindo assim o fosso entre gerações.
O especialista Lee Jun-young, professor de Economia do Consumidor na Universidade Sangmyung acredita que o Newtro é muito popular na Coreia, uma vez que não há limite para novos conteúdos, então o Newtro realmente atende à demanda e provavelmente continuará a evoluir e durará por algum tempo.

## Tendências Newtro populares na Coreia do Sul

### Hanok (한옥) / Dabang (다방) e música dabang
Muitos cafés estão incorporando decorações e móveis de inspiração retrô. Estão surgindo mais cafés no estilo dabang (uma tradicional cafeteria coreana), como o Haenghwatang e o café Hanyakbang.
Já o Eulji-ro, uma avenida no centro de Seul, cujo nome foi dado em homenagem ao general Eulji Mundeok (Hangul: 을지 문덕), oferece um sabor industrial da Coreia com máquinas históricas ou lojas de ferramentas, gráficas e casas tradicionais sendo reformadas em restaurantes que armazenam uma mistura de design de interiores tradicional com restaurantes e padarias modernos. A maioria dos cafés Hanok mantém a aparência externa e a estrutura geral tradicional, embora tenha um interior moderno, como o Dagwawa Cafe em Gyeongju, o Café Edge em Chungnam e o Hemel Cafe na cidade de Sejong.

### Hanbok moderno
Hanbok (Hangul: 한복) geralmente se refere a roupas coreanas tradicionais usadas durante o período da Dinastia Joseon. Atualmente, o Hanbok foi transformado em um Hanbok moderno, mantendo intactas as principais características do tradicional. O Hanbok modernizado está crescendo em tendência com a ajuda de artistas K-pop como VIXX, BTS, ACE, Blackpink, ONEUS, entre outros que se apresentaram adornados com essas versões modernas em seus conceitos de videoclipes, season's greetings e fotos conceituais, por exemplo.
Em novembro de 2019, Zijangsa (Hangul: 지장사), uma pequena marca de Hanbok modernizado que torna o Hanbok confortável, experimentou um aumento inesperado ao ponto do produto esgotar em seu site oficial, sendo capaz de vender pela primeira vez em uma loja off-line, após artistas como Jungkook e V do grupo BTS usarem hanbok da marca. Atualmente, muitas lojas e marcas como Leesle e Danha Seoul oferecem Hanboks modernos. Além disso, desde outubro de 2020, as escolas coreanas começaram a incorporar uniformes inspirados em Hanbok, que foi introduzido pelo Hanbok Advanced Center.

### Moda / Roupas vintage
A tendência Newtro trouxe de volta roupas, calçados e acessórios das últimas três décadas. A marca Fila lançou um remake da década de 1970 que tem vendido continuamente, com números em mais de 500.000 pares. O mercado Dongmyo, no distrito de Jongno-gu, Seul, que era popular entre os idosos, agora é visitado pela população mais jovem. 
Muitos artistas como SSAK3 usaram o estilo dos anos 90. O famoso grupo BTS usou roupas inspiradas nos anos 70 para o seu videoclipe Dynamite. As calças boca de sino, estampas ousadas, jaquetas boomer vintage e os jeans largos estão de volta à moda.
A ‘2018 F/W Hera Seoul Fashion Week’ realizada no Dongdaemun Design Plaza, em outubro de 2018, identificou o reaparecimento da moda popular que existia há 30 anos.

### Cosméticos / produtos de maquiagem para cuidados com a pele
Empresas de maquiagem como Clio, Romand, Peripera e Stonebrick estão lançando maquiagens de edição limitada em estilo retrô. Além de fazer a embalagem parecer fitas VHS e cassetes (na Coreia, as fitas cassete foram introduzidas pela primeira vez na década de 1960) para dar um aspecto bem antiquado. A tendência da maquiagem dos anos 80 ao início dos anos 2000 também está de volta à moda.

### Produtos alimentares com embalagens antigas
A Gompyo, empresa de farinha, redesenhou a embalagem da sua cerveja com elementos dos anos 90 e utilizou o logotipo original seguindo a cultura Newtro. A marca Jinro lançou as versões anteriores, dos anos 1970 e 1980, da sua garrafa de soju e, desde seu lançamento em abril, as vendas dessas garrafas atingiram mais de 100 milhões de unidades em apenas 7 meses.
As versões dos anos 70 dos soju, como Soju King da Kombokju, Muhak e Jinro, fizeram seu retorno com embalagem, logotipos e sabor originais. As velhas garrafas transparentes se popularizaram rapidamente, porque a geração mais jovem as prefere mais do que o soju atual, que vem em garrafas verdes. Uma cervejaria seguiu a tendência e usou seu velho personagem de urso (da década de 1950) e fontes de estilo retrô em suas embalagens.

### Arcades de estilo retrô
A Nintendo Tencent relançou jogos como Super Mario Bros. A Kom Kom Arcade, por exemplo, dá a opção de jogar jogos dos anos 80 e 90 (representado no K-drama "When the Camellia Blooms") da mesma forma que os arcades Mengkkongyee em Jeonju.

### Lanches de moda antiga
As empresas de alimentos também estão seguindo a tendência Newtro. Uma empresa relançou um tipo de macarrão 30 anos depois de o produto estar originalmente no mercado. Lanches dos velhos tempos também têm feito uma volta, como o Star popeye da empresa Samyang, o Juicy & Fresh Gum da Lotte, a pipoca e os nachos da marca Gompyo.

### Decoração da casa no estilo Hanok
Hanok é a casa tradicional coreana, construída e projetada no século XIV durante a Dinastia Joseon. Nos tempos modernos, apesar da rápida mudança da Coreia do Sul, o Hanok não perdeu seu apelo, o que levou à incorporação de certas características do Hanok em casas e espaços residenciais modernos.

### Atividades turísticas Newtro
No centro de Seul, há dezenas de boutiques que alugam, por algumas horas e a preços baixos, roupas como vestidos, ternos e acessórios do final do século XIX ao início do século XX para que os clientes possam tirar selfies dentro ou fora do estabelecimento e fazer compras. 
Recentemente, essas lojas estão prosperando, devido ao aumento da demanda dos anos 30 e 40. Os uniformes escolares em estilo retrô não são mais apenas uma atividade turística - há um aumento no número de coreanos que desejam vivenciar uma era diferente, como se estivessem viajando no tempo. Tornou-se também uma atividade popular para casais coreanos. Muitas lojas de aluguel de uniformes estão disponíveis nos vilarejos Hanok e também no Sucheon Open Film Set, na cidade de Suncheon. 

### Dispositivos eletrônicos
O modelo de celular Galaxy Z Flip da marca sul-coreana Samsung é um dos telefones flip reintroduzidos que eram populares na década de 2000. A indústria de eletrodomésticos, como geladeiras, máquinas de lavar e purificadores de água está aumentando a linha de designs Newtro visando essa nova tendência entre os clientes.

### Produtos de estilo retrô
O lançamento de produtos ou mercadorias em estilo retrô estão em alta. A Daehan flower, uma empresa de flores que está no mercado há quase 80 anos, por exemplo, expandiu seu mercado com a venda de produtos de estilo Newtro com seus personagens de marca atraindo clientes na faixa dos 20 ou 30 anos. Os acessórios usados na década de 90 estão se tornando populares, como chaveiros de miçangas, adesivos de decoração de telefones, jogos de tabuleiro, câmeras Polaroid e grampos de cabelo tradicionais com designs modernos estão voltando à moda. Além disso, mesmo na era digital, há uma demanda crescente por lojas de LPs, como as lojas no distrito de Yongsan-gu, em Seul, que cerca de 500 pessoas visitam todos os dias e onde se podem ouvir e comprar discos LP. Os LPs vendidos na Coreia do Sul registraram 600.000 cópias em 2019, mais que o dobro em comparação com 2016.

## Newtro no K-pop
A tendência Newtro se tornou um fenômeno crescente no K-pop observado em vários lançamentos desde 2019 e segue presente no gênero até 2021. A combinação entre retrô e novo pode ser observada em produções musicais inspiradas em gêneros populares nos anos 1970-1990, principalmente city pop e disco, em figurinos inspirados na moda da época, usados tanto em imagens promocionais dos álbuns quanto em apresentações ao vivo, e em elementos visuais que compõem a estética de álbuns e videoclipes do estilo, principalmente aparelhos eletrônicos como telefones antigos, discos e cassetes, câmeras polaroid, dentre outros observados.
Alguns exemplos são o grupo feminino DIA, que lançou um álbum chamado Newtro em 2019 apresentando estilo musical, figurinos e elementos visuais do videoclipe inspirados nas tendências das décadas de 1980 e 1990, e mesmo o grupo internacionalmente reconhecido BTS que incorporou o estilo em seus dois últimos singles “Dynamite” (2020) e “Butter” (2021). O grupo chegou a vender o single “Dynamite” em discos de vinil e fitas cassetes de versão limitada, alcançando tanto sucesso que ficaram esgotados em cerca de uma hora no primeiro dia de vendas.
Em ambos os vídeos musicais do BTS é possível perceber diversos elementos alinhados à cultura Newtro. Em “Dynamite”, todos os cenários fazem referência aos anos 80, desde a loja de donuts, os carros, a loja de disco de vinil, a quadra de basquete e o quarto cheio de posteres em que Jungkook inicia o videoclipe. As vestimentas, com a presença da calça boca de sino, e o estilo de cabelo dos integrantes também estão sintonizados com a cultura Newtro. Em uma das performances de música no America's Got Talent 2020, todo o cenário e filmografia remetem ao retrô, como se o BTS fosse o convidado de um programa gravado e exibido em 1980.
Com relação a “Butter”, as ombreiras e ternos com lapelas largas e brilhantes compõem o figurino do BTS, o corte mullet está de volta compondo o visual dos artistas. As cores e os cenários contribuem para o novo trabalho retrô do grupo. Além disso, quando a empresa Hybe Labels anunciou o hit, algumas trends especularam no twitter se o nome do single não seria uma referência a uma gíria retrô na coreia usada para criticar quando algo está “americanizado demais” ou quando alguém se mostra muito influenciado pela cultura americana. O cantor Eric Nam quem teria explicado que “Butter” pode significar “americano demais”.
O grupo também lançou no canal da BBC Radio 1 o cover da música "I'll Be Missing You", uma canção ganhadora do Grammy Award e um single de grande sucesso gravado por Puff Daddy (agora conhecido como Diddy), Faith Evans e pela banda 112, em memória do rapper e artista Notorious B.I.G., que foi assassinado em 9 de março de 1997. A canção foi lançada como segundo single de Puff Daddy em seu álbum No Way Out e chegou ao topo das paradas em tabelas musicais pelo mundo. O single foi número 1 nos Estados Unidos, no Reino Unido, na Austrália, no Canadá, na Alemanha, na Itália, na Holanda e na Nova Zelândia.[carece de fontes?] A base rítmica da canção consiste em um sampler do maior sucesso da banda britânica The Police, "Every Breath You Take", do álbum Synchronicity de 1983.[carece de fontes?]
Seguindo a tendência Newtro, a companhia MBC até mesmo relançou as superestrelas da década de 1990 e 2000 Rain, Lee Hyo-ri e Yoo Jae-suk como um grupo misto, SSAK3, no ano de 2020.

### Grupos femininos no Newtro
Além do grupo DIA, cada vez mais grupos femininos exploraram os elementos retrô combinados ao novo com a crescente onda newtro no K-pop. O sexteto Rocket Punch, além de abordar o conceito newtro na música, no videoclipe e no álbum físico de seu primeiro single “Ring Ring”, recriou propagandas antigas coreanas como uma forma de promover o lançamento do mesmo.
APRIL em seu maior sucesso “Oh! My Mistake”, faixa título do sexto mini álbum “The Ruby” também fez sua notável contribuição à tendência Newtro no pop coreano, lançado em 2018. A música no ritmo city pop conta com um videoclipe repleto de elementos nostálgicos, como telefones antigos e a fita cassete com que se inicia a produção. 
O grupo TWICE também já incorpora sonoridade retrô em sua discografia. Após o hit de sonoridade ‘old fashion’ “Fancy”, o lançamento “I CAN’T STOP ME” representa um som mais maduro do grupo. A title do álbum “Eyes Wide Open” tem como inspiração os sons pop de synthwave dos anos 1980 e trazem uma sensação retrô envolvente. Os versos da canção se destacam com o uso de sintetizadores, que oferecem um som mais sombrio no refrão. 
O grupo mundialmente conhecido GFRIEND também explorou o conceito em seu álbum “Walpurgis Night”, especialmente na faixa de disco pop “MAGO” e seus muitos figurinos inspirados nos anos 70 e 90, assim como o cenário do videoclipe, que foi inspirado nas discotecas da década de 70. Outras faixas do mesmo álbum também seguiram a sonoridade retrô, como “Three of Cups”.
A Billboard lançou a lista anual de melhores músicas de K-pop e o ranking de 2020 destacou o grupo EVERGLOW em 1° lugar. O grupo lançou a música “LA DI DA”, que recebeu as honrarias de ser equiparada ao hit “Blinding Lights” do artista The Weeknd. “A magnum opus K-pop deste ano, 'LA DI DA' de EVERGLOW, espelhou a magnum opus pop dos EUA, The Weeknd, "Blinding Lights", apenas alguns meses após seu lançamento. Mas onde o trabalho de The Weeknd é assustador e sinistro em sua busca pelo amor, EVERGLOW é uma despedida ágil para todos os odiadores, os bandidos e os jogadores.”
O grupo CSVC, formado pelas solistas CHEEZE, Stella Jang, Park Moonchi e Lovey, conta com um conceito retrô que tem como objetivo expressar a memória afetiva das cantoras, todas nascidas nos anos 90. Além das músicas em si, os clipes musicais do grupo são fortemente inspirados em vídeos dos anos 90. A música "No Mercy", lançada em 14 de julho de 2020, foi anunciada com o conceito "ícones do Newtro"
Após 3 anos sem nenhum lançamento novo, em 2020 o girl group Brave Girls lançou a música "We Ride", que conta com elementos de disco, synthpop e city pop e tem o clipe musical com elementos inspirados nos anos 80 e 90.
A música "Lady", do grupo EXID, é inspirada nos anos 90 e incorpora elementos do gênero new jack swing. Além disso, podemos ver no vídeo que a coreografia e o clipe musical também são inspirados nos anos 90, ao notar elementos como o cenário, as roupas das integrantes, vestidas em corta-ventos, calças largas e bucket hats, e até mesmo os filtros utilizados na edição do vídeo.

### Grupos masculinos no Newtro
Alguns dos mais populares grupos masculinos também abordaram o conceito em produções nos últimos anos. O SEVENTEEN, com a faixa “Home Run”, incorporou elementos de jazz na melodia da música e ternos inspirados nos anos 1920 no videoclipe. O NCT em sua “90s Love”, como o próprio nome revela, remete a uma mistura de R&B e hip hop dos anos 1990 com uma sonoridade moderna.
Em 2019, o grupo VERIVERY fez sua estreia com a faixa “Ring Ring Ring” explorando o gênero new jack swing ou swingbeat, popular nas décadas de 1980 e 1990, tendo apostado nesse ritmo desde o pré-lançamento “Super Special” e também nas faixas seguintes “From Now” e “Tag Tag Tag”.
Outro grupo que abordou o conceito newtro em mais de um lançamento foi o TXT, desde a faixa “Blue Orangeade” do álbum Minisode 1: Blue Hour, cujo videoclipe incorpora elementos de design gráfico que seguem a tendência, até sua reinterpretação de “Fairy of Shampoo”, canção dos anos 1990 por Light & Salt lançada oficialmente no mini álbum “The Dream Chapter: Eternity”, de 2020, além da faixa título seguinte, “Blue Hour”, que contou com uma estética newtro na promoção de seu lançamento, bem como o gênero disco da faixa em si. Sua primeira música totalmente em inglês, Magic, também explorou a sonoridade disco, ao mesmo tempo que incorpora um tema futurista no videoclipe. A apresentação da música "Magic" no canal STUDIO CHOOM conta com figurinos e uma iluminação que acentua o sentimento nostálgico do Newtro.
A subunit do grupo EXO, EXO-SC - composta pelos integrantes Sehun e Chanyeol -, lançou a música "1 Billion Views" que, além da participação da cantora MOON, conta com elementos dos anos 90, tanto na música, que possui elementos dos gêneros disco music e neo soul, quanto no próprio clipe musical, onde podemos ver elementos como fliperamas e placas neon.

### Outros artistas no Newtro
Além dos grupos, solistas como Sunmi, no dueto com J. Y. Park “When We Disco”, Taeyeon, em “Weekend” e Yukika, que segue o conceito com faixas inspiradas no city pop japonês dos anos 70 desde seu single de estréia “Neon”, também seguiram a tendência em lançamentos entre 2020 e 2021. 
A cantora Sunmi é conhecida por trazer sons retrô em seus lançamentos musicais. Por ter sido integrante do Wonder Girls, um grupo aclamado nacionalmente e internacionalmente por seus sucessos de inspiração retrô como “So Hot” e “Nobody”, a incorporação da sonoridade é algo familiar na discografia da artista solo. Já na nova formação do grupo, as integrantes Yeeun, Yubin, Hyerim e Sunmi, além de cantoras, passaram a gravar as músicas e videoclipes como instrumentistas. O grupo lançou o álbum disco “Reboot”, em 2015, e o single com sons dos anos 80 “I Feel You”. Também, as Wonder Girls lançaram o single reggae inspirado nos sons dos anos 70 “Why So Lonely” antes da despedida do grupo.
Em sua carreira solo já consolidada, a artista lançou diversos singles de sonoridade retrô como “Siren” e “Noir”. “Noir” é uma extensão do som “old fashion” que a artista apresentou em “Siren” e ainda conta com uma crítica afiada sobre a sociedade. “No mundo digital de Sunmi, ela aborda o estigma contemporâneo de saúde mental e o impacto negativo da mídia social em nossa saúde, mentalidade e vida diária. Além de ‘Noir’ ser perfeito no uso das cores, descrever a música e o vídeo como sombrios também funciona como uma identificação do mundo como cruel e prejudicial.” Outras canções como "pporappippam" e "Black Pearl" usaram amplamente a melodia retro disco-pop como base enquanto ela reinterpreta o gênero em sua própria cor.
Em seu lançamento mais recente “You can’t sit with us”, Sunmi vai para uma locadora de DVDs com tema retrô, onde ela e suas amigas vasculham as prateleiras antes de serem interrompidas por seu ex, agora de volta como um zumbi. A música tem inspiração no synthwave, estilo musical influenciado por músicas e trilhas sonoras da década de 1980. 
Além de Sunmi, Yubin, também ex-integrante do grupo Wonder Girls, fez sua estreia em junho de 2018 como solista com a música "Lady", fortemente inspirada, tanto musicalmente como esteticamente, em músicas da década de 1980.
A banda DAY6 lançou em 2018 a música "Days Gone By", que conta com elementos do gênero synth-pop. O videoclipe da música é inspirado em vídeos dos anos 70 e 80, fazendo uso de cenários, figurinos e edições, como transições e filtros, que remetem a estas épocas.
O trio Triple H, que foi formado por HyunA, Dawn e Hui, do Pentagon, apresentou em seus dois mini álbuns um conceito retrô. O trio lançou em 2018 o álbum "REtro Futurism", com a música título "Retro Future". "Se o último álbum conteve a história de uma juventude perdida, este álbum acrescentaria também o fator da nostalgia. Atualmente estamos usando smartphones, mas pensamos nos tempos em que as pessoas usavam flip phones e pagers. Fomos inspirados também por músicos antigos. O 'Retro futurism', a colaboração do retrô e do futurismo, é o tema e o título deste álbum", afirmou o trio em uma entrevista para a revista CeCi.

## Newtro nos K-dramas
Com o Newtro é possível reinterpretar elementos do passado para criar algo novo. Muito além do que imitar um período de tempo específico, é um termo normalmente aplicado às gerações mais jovens que buscam inspiração em períodos de tempo que não viveram. A nostalgia é um fator importante. Em base disso, muitos dramas coreanos ultimamente têm sido os responsáveis por fortalecerem a cultura Newtro na Coreia. 

### Mr. Sunshine
Mr. Sunshine (coreano: 미스터 션샤인; RR: Miseuteo Syeonsyain) é uma série de televisão sul-coreana exibida pela emissora tvN entre 7 de julho a 30 de setembro de 2018 e contou com um total de 24 episódios. A série estreou internacionalmente pela plataforma Netflix. Foi protagonizada por Lee Byung-hun, Kim Tae-ri, Yoo Yeon-seok, Kim Min-jung e Byun Yo-han. O drama teve Kim Eun-sook como roteirista e Lee Eung-bok como diretor. Além disso, a série obteve aclamação da crítica por sua cinematografia e narrativa, além de elogios serem direcionados às personagens femininas, consideradas fortes. A série recebeu ainda o prêmio de Drama do Ano no APAN Star Awards, bem como o grande prêmio para Lee Byung-hyun.[carece de fontes?]
Mr. Sunshine é um drama de época ambientado no Hanseong do século XIX (o nome da cidade de Seul na época). A história se concentra nos ativistas que lutam pela independência da Coreia. A série foi a responsável por aumentar a popularidade do uso de trajes de época e também das visitas aos bairros da cidade que mantêm vivos os estilos arquitetônicos tradicionais, como o Bukchon Hanok Village em Seul. Inspirados nos trajes vestidos pelos personagens de Mr. Sunshine, muitos jovens coreanos compram, alugam ou fazem roupas inspiradas na época. As locadoras de fantasias se tornaram um dos lugares mais frequentados para se divertir. A população jovem passou a levar os amigos para experimentarem as variedades de roupas de época.
Objetos com decorações elegantes, como flores e borboletas, espelhos de mão com um design intrincado, bolsas, luvas e carteiras tradicionais ou antiquadas que apresentam bordados em materiais como seda e rami, todos aumentaram em número de vendas, o que contribuiu com a disseminação do Newtro.

### Trilogia Reply
Reply (coreano: 응답하라; RR: Eungdapara) é uma série de televisão sul-coreana antológica dirigida por Shin Won-ho com teleplay de Lee Woo-jung. O Reply 1997, primeiro da trilogia, foi ao ar em 2012 na rede a cabo tvN. A história da trilogia gira em torno de um grupo de amigos, à medida que a linha do tempo se move para frente e para trás entre o passado e o presente. A série recebeu elogios da crítica por suas performances e trilha sonora. 
Registrou-se, também, altas e consistentes classificações de audiência com Reply 1988, que atingiu o pico de 18,8% em todo o país, tornando-se um dos dramas de maior audiência na história da televisão a cabo coreana - atualmente Reply 1988 ocupa a quarta colocação.[carece de fontes?] O conjunto investiu no conceito retrô e toda a história se volta para eventos característicos da Coreia do Sul nos anos 1988, 1994 e 1997 respectivamente. Como uma forma de trazer a realidade para as pequenas telas, as séries adequaram a moda, a decoração das casas e também a ambientação típicos do passado que estavam representando. Dentre as três séries coreanas, o Reply 1988 foi o mais popular. A fama do drama pode ser explicada pelo fato de que os telespectadores se identificaram com os eventos retratados nas séries, o que fez com que o drama alcançasse até outros países como a China e o sudeste da Ásia.[carece de fontes?]
A popularidade do gênero retrô nos dramas coreanos trouxe de volta algumas tendências da moda como os óculos de armação grossa, as calças largas e as jaquetas universitárias. Jeongwook Choi, professora da Universidade Kyunghee afirma que a série "Reply" é "um dos programas de maior sucesso de 2012 a 2016, e sua fama é atribuída por trazer de volta roupas da época, como os jeans da mamãe (Mom Jeans), os tênis clássicos de marca americana e as camisas grandes”.
A trilogia serviu de inspiração para Susanna Song, a figurinista do filme "Minari". Ela selecionou as roupas dos personagens olhando fotos antigas de família e assistindo a dramas coreanos, sendo "Reply" um deles.

### Chicago Typewriter
Chicago Typewriter (coreano: 시카고 타자기; RR: Sikago Tajagi) é uma série de televisão sul-coreana estrelada por Yoo Ah-in, Im Soo-jung e Go Kyung-pyo.[carece de fontes?] Foi ao ar na emissora tvN de 7 de abril a 3 de junho de 2017 e contou com um total de dezesseis episódios. A série se passa em dois momentos, os ‘dias atuais’ e o ano de 1930. 
No passado, os três protagonistas de Chicago Typewriter pertenciam a um grupo de resistência política e lutaram contra a ocupação japonesa na Coreia na década de 1930. Anos depois, eles reencarnaram no presente como o escritor de best-sellers em crise Han Se-joo (Yoo Ah-in), sua fã número 1 e veterinária Jeon Seol (Im Soo-jung) e o escritor fantasma Yoo Jin-oh (Go Kyung-pyo). Para ilustrar os acontecimentos, foi necessário fazer alusão à época em que os eventos retratados se deram e, por isso, a vestimenta dos personagens foi readequada ao período histórico e a ambientação utilizada também tem íntima relação com os momentos dramáticos da série. Para obter este efeito, a série foi filmada em diversos lugares em Seul como SEOUL 3080, Hannam-dong Book Park, Ikseon-dong e Seodaemun Prison History Museum.
O trio Han Se-joo, Yoo Jin-oh e Jeon Seol frequentou o distrito de Jongno, a área que é o lar de Ikseon-dong e é conhecida pela Vila de Hanoks. O distrito foi o centro político, financeiro e cultural na década de 1930. Os aglomerados de Hanoks no bairro passaram por algumas reformas criativas, tornando a área um ponto de encontro entre os moradores e turistas. Ainda, os Hanoks de Ikseon-dong foram construídos durante a ocupação japonesa. Por um certo tempo, as pessoas já consideraram as construções indignas e sem tradição porque elas tinham apenas 100 anos de história. No entanto, muitos dos Hanoks mais tradicionais de Seul desapareceram com a reurbanização, então Ikseon-dong se tornou a última aldeia Hanok histórica e remanescente. 
Assim como foi registrado na série, a trama abordou sobre os atos praticados por ativistas da Independência. A ação acabou tornando-se motivo para tortura e prisão. Por isso, a série também mostrou a prisão de Seodaemun, localizada dentro do Parque da Independência de Seodaemun, que foi anteriormente uma das prisões em que os soldados japoneses torturaram e executaram os líderes e seguidores do Movimento de Independência da Coreia. Em 1998, foi convertido em museu para homenagear aqueles que lutaram pela independência do país.
Tudo isso, despertou uma certa valorização dos estilos e construções retratados na trama, estando em sintonia com a cultura Newtro.

### Youth of May
Youth of May (coreano: 오월의 청춘; RR: Oworui Cheongchun) é uma série de televisão sul-coreana de 2021 estrelada por Lee Do-hyun, Go Min-si, Lee Sang-yi e Keum Sae-rok. Foi ao ar nas segundas e terças na emissora KBS2 de 3 de maio de 2021 até 8 de junho de 2021 e teve ao todo 12 episódios. A série se passa em maio de 1980, durante os tempos turbulentos da Revolta de Gwangju.[carece de fontes?]
O ator Lee Do-hyun considerou o ano de 80 e o sentimento nostálgico ao se preparar para o papel, e afirmou: “A parte mais divertida, mas também a mais difícil, foi interpretar um jovem que poderia ter vivido de forma realista durante aquele período em 1980. Quando eu estava me preparando para o drama e durante as filmagens, muitas vezes pensei: 'O que eu teria feito em 1980?' Eu também encontrei um fio de conexão entre aquela época e agora. Percebi de novo, ‘Compartilhar amor é algo tão igual como antes e agora’. As coisas não são todas diferentes apenas porque os tempos e a situação mudaram.”
Assim como o drama retomou o evento histórico, a atriz Go Min-si também ajudou a preservar a memória do acontecimento no país. Ela doou 10 milhões de won (aproximadamente US $8.870) para a Fundação Memorial de 18 de maio para a Revolta de Gwangju em maio de 1980.
O melodrama utilizou figurino característico da época e, com isso, muitos personagens eram vistos com vestimentas repletas de estampas quadriculadas, ternos antigos e gravatas. Roupas abotoadas no estilo de meados do século e vestidos justos com linhas retas e conservadoras também estão presentes. A fotografia do drama também foi pensada para destinar o telespectador ao passado.  
Dessa forma, assim como o ator Lee Do-hyun encontrou um um fio de conexão entre aquela época e agora, muitos telespectadores fizeram o mesmo, gerando uma certa nostalgia para a antiga juventude e fazendo a nova geração redescobrir tendências. A conexão entre diferentes gerações é a maior bandeira da cultura Newtro e Youth of May, sem dúvidas concretiza isso.

### Hotel del Luna
Hotel del Luna (coreano: 호텔 델루나; RR: Hotel Delluna) é uma série de televisão sul-coreana exibida pela emissora tvN de 13 de julho a 1 de setembro de 2019 e contou com um total de 16 episódios. Escrita pelas Irmãs Hong, Hotel del Luna é estrelada por Lee Ji-eun e Yeo Jin-goo, como proprietária e gerente, respectivamente, do hotel de mesmo nome que recebe apenas fantasmas. Após a sua exibição, tornou-se o oitavo drama de melhor audiência da história da televisão por assinatura sul-coreana.[carece de fontes?]
A série é um drama de época e mostra todas as diferentes épocas na Coreia. O destaque está na personagem Jang Man Wol, que viveu durante a Dinastia Joseon e, por causa de um crime que cometeu, sua alma foi obrigada a administrar um hotel que atende aos mortos. Ela viveu um milênio com sua aparência inalterada. Com isso, há várias cenas em que a personagem aparece usando inúmeros looks fabulosos e extravagantes de diferentes épocas.
A personagem protagonizada por Lee Ji-eun combina o estilo das roupas com temas retrô e vintage e ainda com o uso de grifes mundiais como Moschino e grifes coreanas. A escolha das roupas certamente diz sobre quem é a personagem, alguém com 1300 anos de idade e capaz de mesclar estilos e períodos até mesmo na moda. Ainda, esses looks são atualizados com um toque moderno, mas Man Wol sempre complementa com broches, jóias, leques e luvas que mantêm uma sensação antiquada. A personagem ainda adorna seu cabelo com todos os tipos de acessórios de deusas, desde grampos de cabelo deslumbrantes e brilhantes até grampos de cabelo. Foi relatado que, para cada episódio, o figurino de Jang Man Wol ultrapassaria 10 milhões de wons coreanos (aproximadamente US $8.850 dólares).  

### Hit the Top
Hit the Top (coreano: 최고의 한방; RR: Choegoui Hanbang) é uma série de televisão sul-coreana estrelada por Yoon Shi-yoon, Lee Se-young, Kim Min-jae e Cha Tae-hyun. Foi ao ar na KBS2, de 2 de junho a 22 de julho de 2017, às sextas e sábados às 23:00 horas (Horário de Brasília) e contou com 32 episódios.[carece de fontes?]>
Também conhecido pelo nome de “The Best Hit”, a série tem uma trama que aborda sobre a cultura dos ídolos e os desafios vividos pela juventude. É um drama que traz de volta todos os bons tempos de uma era repleta de moda e música grunge. Jeans desbotados e soltos, muitos xadrezes, spray de cabelo, camisetas grandes e bandanas, essas são algumas das tendências populares nos anos 90 e muito exploradas durante a série.

## Ruas Newtro
O Newtro não está centralizado em uma loja específica, um produto ou uma atividade. Ruas remodeladas, restauradas e desenvolvidas que seguiram a tendência Newtro foram identificadas pela Organização de Turismo Coreano. Estes lugares não são locais desconhecidos para os cidadãos locais, e aqueles com uma profunda importância histórica estão, também, incluídos nos programas de passeios da Coreia e em planos de viagem turística. Além disso, vielas em reforma com a aparência do final do ano de 1900 também são populares e estão, cada vez mais, atraindo visitantes para a área.

### Ikseon-dong, Seul (익선동)
Em meio à cidade de Seul, esta área conta com vielas estreitas e alinhadas aos Hanoks (as tradicionais casas coreanas), construídos por volta do ano de 1920, que demonstram a beleza da tradicional arquitetura coreana e ainda são conhecidas por Vila dos Hanoks de Iksong-dong. Os Hanoks foram restaurados e o resultado foi a fusão entre a arquitetura tradicional e a cultura moderna, a qual passou a alocar restaurantes, pubs, cafés e bares característicos coreanos. Muitas destas casas ainda possuem moradores. Além disso, são populares entre as gerações mais novas devido à facilidade que é caminhar e encontrar as cafeterias em minutos. Alguns dos lugares mais populares entre os turistas são o Ikseondong Ssal Sanghoe, devido a venda de Hotteok especiais, uma sobremesa tradicional coreana; Assibabgagan, uma loja adornada com acessórios e enfeites, também conta com móveis antigos e atrai visitantes com interesse em produtos personalizados perfumados; e Uncle Videotown, uma cafeteria que oferece café e lanches, além de sessões de cinema.

### Euljiro-dong, Seul (을지로)
Euljiro é uma rua que liga o Seoul City Hall ao Dongdaemun History & Culture Park. Essa área de Seul é composta de vielas que uma vez foram repletas de lojas de ferragens e gráficas que remetem à indústria antiga da década de 70, porém, esse distrito com décadas de idade passou por mudanças dramáticas a partir de 2015, emergindo como um espaço cultural novo. Essa aparência deserta de Euljiro passou a estimular sentimentos e memórias por conta da tendência Newtro. Essa área ganhou o apelido de “Hipji-ro” graças às lojas que parecem antigas e ultrapassadas no exterior mas que mostram um interior moderno e atual. Dessa forma, cafés, pubs e complexos culturais que têm como alvo o gosto de pessoas jovens são combinados às antigas gráficas e lojas de ferragens, criando uma aura heterogênea única.
Dentre os comércios do distrito, a rua Nogari Alley, selecionada como patrimônio do futuro de Seul em 2015, é casa para muitos restaurantes e bares especializados em cerveja e nogari (peixe seco coreano). Antes conhecida como rua da gráfica, essa rua começou a tomar forma nos anos 80. Depois da crise financeira asiática de 1997, essa área se tornou um lugar onde trabalhadores de estações de metrô e de gráficas ao redor bebiam no fim do dia. Hoje em dia, há cerca de 17 pubs e bares ao longo da Nogari Alley, dentre eles o Eulji OB Bear, o mais antigo da região, com uma história de 38 anos.
O shopping Seun Sangga, que costumava ter sucesso nas décadas de 70 e 80, passou por um plano de reformas desde 2017, e seu telhado é atualmente um ponto popular para observar o horizonte e tirar fotos das luzes noturnas da cidade de Seul.
O café e bar Jan também é exemplo da essência Newtro. “Jan” em coreano significa xícara, e esse estabelecimento permite que seus clientes escolham entre uma variedade de xícaras vintage antes de pedir uma bebida. Seu interior, decorado com papel de parede de flores, vitrais e luminárias feitas de chapéus antigos é essencialmente Newtro.

### Gaehang-Ro, Incheon (대학로 거리)
Incheon, a cidade portuária mais próxima de Seul, é o lar da rua Newtro Gaehang-ro, que é conhecida por seu estilo vintage. Prédios antigos ganharam vida e se transformaram em novos estabelecimentos, como por exemplo uma antiga clínica de otorrinolaringologia transformada em café, uma antiga clínica de ginecologia reformada em loja de iluminação, uma alfaiataria transformada em galeria e uma casa centenária convertida em um restaurante de frango frito. 
Além disso, um restaurante retrô representativo Gaehangro Tongdak leva as pessoas de volta no tempo para mostrar como os restaurantes de frango eram no passado. Já o café Ganhang Noodles and Browns transforma um antigo hospital remodelado em um café de estilo vintage.

### Soje-dong, Daejeon (소제동)
Há cerca de 100 anos, foi construída em Soje-dong moradias para funcionários do Departamento de Ferrovias do Japão. Hoje, essas casas foram reformadas para novos fins, como restaurantes. A popularidade de Newtro levou à revitalização do bairro de Soje-dong, a vila da estação ferroviária atrás da estação Daejeon. Em particular, alguns lugares foram transformados em um restaurante italiano que serve pratos feitos com ingredientes locais, uma casa de chá com uma floresta de bambu e um café que recriou com sucesso o sabor do café do início dos anos 1900. Cafés da moda remodelaram uma pousada de 70 anos, lojas adicionando um novo toque a edifícios antigos. Tanto os cafés quanto restaurantes remodelaram os antigos Hanoks com interiores populares entre os jovens dos 20 e 30 anos, mas capazes de estimular a nostalgia na população de meia-idade entre os 50 e 60 anos.

### Choryang-dong, Busan (초량동)
Choryang-dong, que foi um lar para refugiados da Guerra da Coreia, recebeu muitos visitantes depois que o primeiro edifício moderno de Busan e a casa de estilo japonês foram transformados em cafés. Os visitantes desfrutam desta área caminhando por Ibagu-gil, uma rua estreita que se estende por cerca de 1,5 km do centro histórico. Existe também um monotrilho de 60 m de comprimento com 168 escadas que foram construídas para subir a meia encosta das montanhas onde a aldeia foi construída pelos refugiados. O Hospital Baekje, o primeiro hospital de estilo ocidental de Busan construído em 1920, renasceu como um café.

### Hwangnidan-gil, Gyeongju (황리 단길)
Depois de servir como a capital do Reino Silla por quase 1.000 anos (57 AEC - 935 EC), Gyeongju agora conta com a rua Hwangnidan-gil, que é repleta de inúmeros cafés no estilo Hanok e restaurantes e bares exclusivos. Entre eles está um café na cobertura que oferece aos visitantes uma vista do horizonte de Hanok e das grandes tumbas antigas.

### Donuimun Museum Village (돈의문 박물관 마을)
O bairro de Saemunan, em Seul, onde hoje se encontra o Donuimun Museum Village, foi designado para demolição, mas mudou para um plano de desenvolvimento a fim de preservar o bairro devido ao seu valor histórico. Os edifícios reconstruídos no complexo do museu contam com exposições e atividades que vão desde a Dinastia Joseon, como o Teatro Saemunan, que exibe filmes clássicos da época de 1960 e 1970, salas de jogos de fliperama acessíveis como Tetris e Space Invaders, e Estúdios fotográficos com equipamento que permite a replicação de fotos de casamento dos anos 1970 a 1980.
Várias lojas estão surgindo no terreno do museu, como lanchonetes, lojas de estilo antigo, livrarias, cafeterias de estilo dabang, bares LP, casas de chá tradicional e muito mais.

### Youth 1st Avenue, Seul
Trata-se de uma recriação de uma rua dos anos 60 e 70. Conta com um armazém decorado com fachadas e letreiros com estilo de antigamente e um local onde artesãos vendem produtos artesanais dentro do projeto de inovação da cidade. Além disso, lojas de antiguidades, teatro, cafés dabang, fliperamas temáticos Newtro, cafés musicais no estilo dabang com discos LP podem ser encontrados lá.

## Recepção crítica
Com grande ênfase nos atrativos, cada vez mais pessoas acabam consumindo a cultura Newtro, levando a preocupações que estão sendo negligenciadas devido aos ganhos econômicos. Por exemplo, os cafés e restaurantes decorados no estilo Newtro podem transformar a área em que estão localizados em bairros com economias flutuantes, levando ao aumento de lojas similares e no valor do aluguel; entretanto, conforme o fenômeno Newtro for perdendo sua força, tais ruas perderiam seus charmes e as lojas seriam vendidas novamente.
Tratando-se das críticas ao fenômeno Newtro, o professor Kyun-Sik Jang, do departamento de História da Universidade Chung-Ang, apontou os perigos de consumir a cultura Newtro sem consciência de sua história. Alguns estão preocupados que as áreas que se tornaram marcos Newtro apenas peguem emprestado diferentes tradições como um conceito comercial, levando à perda de suas identidades originais.